# Reattore a fissione nucleare naturale
Un reattore a fissione nucleare naturale è un luogo dove si è verificata una reazione di fissione nucleare auto-sostenuta senza intervento di tecnologia. L'unico esempio noto di reattore a fissione di questo tipo è una miniera di uranio situata nella zona del fiume Oklo, nel Gabon. In questa miniera di uranio si sono verificate delle reazioni di fissione nucleare innescate circa 1,7 miliardi di anni fa. Questa reazione è stata possibile grazie all'abbondanza dell'isotopo 235 dell'uranio che all'epoca ammontava a circa il 3% e grazie alla presenza di acqua nella miniera. L'acqua ha agito contemporaneamente come moderatore dei neutroni e come fluido di raffreddamento. Si ritiene che il reattore sia rimasto in funzione per alcune centinaia di migliaia di anni con una potenza di circa 100 kW termici.

## Scoperta
Il "fenomeno Oklo" è stato scoperto nel giugno 1972 dal laboratorio dell'impianto di arricchimento dell'uranio di Pierrelatte, in Francia. L'analisi di routine di un campione di uranio naturale ha rivelato un leggero ma anomalo deficit di uranio 235 (235U) . La percentuale normale di 235U con precisione, questa discrepanza doveva essere spiegata, per cui la CEA ha avviato un'indagine su campioni provenienti da tutte le miniere gestite dalla CEA in Francia, Gabon e Niger, e in tutte le fasi di lavorazione del minerale e di purificazione dell'uranio.
Per le analisi dell'uranio e dell'235U, la Divisione Produzione della CEA si affida al Laboratorio di Analisi dell'impianto di Pierrelatte e al Laboratorio Centrale di Analisi e Controllo della CEA a Cadarache, diretto da Michele Neuilly, dove Jean François Dozol è responsabile delle analisi di spettrometria di massa.
Le analisi effettuate a Pierrelatte e a Cadarache hanno mostrato che gli uranati di magnesio (o torte gialle) provenienti dal Gabon presentavano una deplezione di 235U variabile ma costante. Il 7 luglio 1972, i ricercatori di Cadarache hanno scoperto un'anomalia nel minerale di uranio proveniente da Oklo, in Gabon. Le analisi isotopiche rivelarono l'origine della deplezione di 235U: l'uranio impoverito proveniva dal minerale di Oklo, in Gabon, estratto da COMUF. È stata quindi condotta una campagna di analisi sistematica nei laboratori di Cadarache e Pierrelatte (misure del contenuto di uranio, misure del contenuto isotopico). Sui campioni di Oklo, gli analisti di Cadarache hanno notato un impoverimento di 235U per l'uranato di magnesio dell'impianto di Mounana (235U = 0,625%) e un impoverimento ancora maggiore per un uranato di magnesio (Oklo M) (235U = 0,440%): I minerali Oklo 310 e 311 hanno contenuti di uranio rispettivamente del 12% e del 46% e contenuti di 235U dello 0,592% e dello 0,625%.
In questo contesto, J.F. Dozol ha preso l'iniziativa di analizzare l'uranato di magnesio e i campioni di minerale di Oklo con lo spettrometro di massa a scintilla AEI MS 702 (SSMS).
Il vantaggio dell'SSMS è la sua capacità di produrre quantità sostanziali di ioni da tutti gli elementi presenti negli elettrodi. Gli elettrodi, tra i quali si genera una scintilla, devono essere conduttivi (per ottenere questo risultato, i campioni di Oklo sono stati mescolati con argento di elevata purezza). Tutti gli isotopi del campione, dal litio all'uranio, sono riportati su una lastra fotografica. Esaminando la lastra (vedi sotto), J.F. Dozol ha notato in particolare l'elevatissimo contenuto di uranio del minerale Oklo 311:
- elementi presenti in quantità significative intorno alle masse 85-105 e 130-150, corrispondenti alle due protuberanze dei rendimenti di fissione dell'235U. (La distribuzione di massa dei prodotti di fissione segue una curva a "gobba di cammello", con due massimi),
- gli ultimi lantanidi (dall'olmio al lutezio) non vengono rilevati (oltre la massa 166). In natura si trovano tutti i 14 lantanidi; nel combustibile nucleare, avendo subito reazioni di fissione, gli isotopi degli ultimi lantanidi non vengono rilevati.

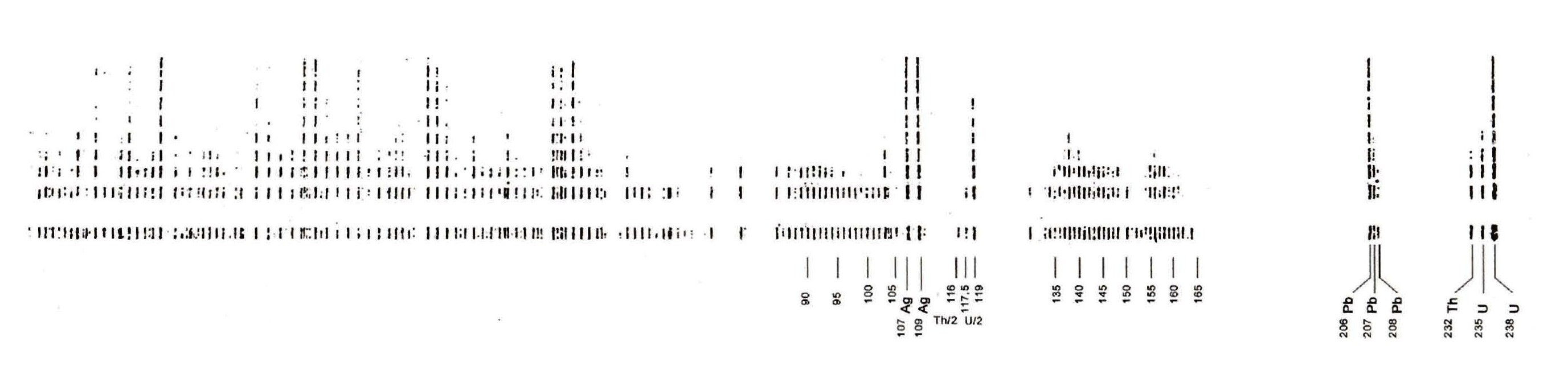
Lastra fotografica ottenuta analizzando un campione di minerale di uranio (OKLO 311) su uno spettrometro di massa ad accensione comandata, che rivela tutti gli isotopi presenti nel campione.

Il passo successivo è l'analisi isotopica di alcuni elementi su uno spettrometro di massa a ionizzazione termica, dopo la separazione chimica di neodimio e samario. Dalle prime analisi dell'uranato di Oklo "M" e del minerale "Oklo 311", è chiaro che il neodimio e il samario hanno una composizione isotopica molto più vicina a quella trovata nel combustibile irradiato che a quella dell'elemento naturale. Il rilevamento degli isotopi 142Nd e 144Sm non prodotti dalla fissione indica che questi elementi sono presenti anche allo stato naturale, da cui è possibile sottrarre il loro contributo.
Questi risultati sono stati trasmessi allo scienziato neutronista Jean Claude Nimal (CEA Saclay), che ha stimato il flusso di neutroni ricevuto dal campione analizzato sulla base del suo deficit di 235U. Ciò ha permesso di stimare la cattura neutronica da parte degli isotopi 143Nd e 145Nd, con conseguente formazione aggiuntiva di 144Nd e 146Nd rispettivamente. Questo eccesso deve essere sottratto per ottenere i rendimenti di fissione dell'235U.[3] Come si può vedere dalla tabella seguente, i rendimenti di fissione (M) concordano con i risultati corretti (C) per la presenza di neodimio naturale e la cattura neutronica.
| Isotopi di neodimio | 143  | 144  | 145  | 146  | 148  | 150  |
| C/M                 | 0,99 | 1,00 | 1,00 | 1,01 | 0,98 | 1,06 |
| ------------------- | ---- | ---- | ---- | ---- | ---- | ---- |

## Meccanismo di formazione del reattore

Una particolare conformazione geologica in Gabon ha portato a una reazione nucleare
1. Zona di reazione nucleare
2. Arenaria
3. Strato di uranio
4. Granito

Il fenomeno di Oklo è stato osservato grazie a una combinazione di circostanze favorevoli: le zone di reazione sono rimaste confinate in profondità in una regione che non ha subito grandi sconvolgimenti geologici in 2 miliardi di anni, e solo di recente i fenomeni di erosione hanno portato i reattori vicino alla superficie.
Combinando considerazioni geologiche e di temperatura, si stima che i reattori nella parte settentrionale del giacimento operassero a diverse migliaia di metri di profondità, dove le condizioni di pressione e temperatura erano vicine a quelle degli attuali reattori ad acqua pressurizzata (350-400°C, 15-25 Mpa), mentre le zone meridionali operavano a circa 500 metri di profondità, con condizioni più simili a quelle di un reattore ad acqua bollente (250°C, 5 Mpa).
Durante il funzionamento del reattore, la temperatura dell'acqua è aumentata in modo significativo, accelerando il processo di “de-silicizzazione” e, per differenza, aumentando la concentrazione di uranio, compensando così la sua deplezione in 235U per fissione.  Infatti, la concentrazione di uranio nelle zone di reazione è estremamente elevata, a volte superiore al 50%, e maggiore è la concentrazione di uranio, minore è il contenuto di 235U. Inoltre, perdendo la silice, l'arenaria circostante si è trasformata in argilla, con un elevato contenuto di allumina, che impedisce un'eccessiva migrazione delle acque sotterranee e trattiene l'uranio. 
La buona irrigazione del minerale da parte dell'acqua infiltrata, che ha agito da moderatore, è dovuta alla porosità molto elevata del terreno causata dalla desilicizzazione dell'arenaria in presenza di acqua. Ciò ha ridotto il volume originale dell'arenaria di un fattore 7, riducendo lo spessore del giacimento di uranio da 5 metri a 80 cm. I reattori di Oklo si sono autocreati, concentrando l'uranio da vicino e da lontano.
I minerali distrutti nei nuclei dei reattori dal bombardamento neutronico sono stati facilmente dissolti da questo fluido. Il calore rilasciato dalle reazioni nucleari metteva in moto un potente sifone termico. In queste condizioni, alcuni elementi, in particolare la silice, la cui solubilità aumenta notevolmente con la temperatura, potevano essere evacuati in grandi quantità. Di conseguenza, le arenarie dello strato mineralizzato si sono dissolte e il biossido di uranio, scarsamente solubile, si è concentrato nel sottile spazio mineralizzato delle zone di reazione, dove si è ricristallizzato sotto forma di uraninite. Poiché l'allumina è molto meno solubile della silice in condizioni idrotermali, la ganga si è arricchita in allumina rispetto alla silice e, una volta cessate le reazioni, ha dato origine al fosfato di alluminio, che si forma rapidamente in condizioni idrotermali tra 270 e 300°C, a partire dal fosfato e dall'alluminio risultanti dalla desilificazione dell'arenaria. 
Durante ogni periodo di funzionamento attivo del reattore di Oklo e per qualche tempo successivo, mentre la temperatura rimaneva elevata, gran parte del gas xenon (compresi gli isotopi 136Xe e 134Xe, generati in tempi relativamente brevi) veniva espulso. Quando il reattore si è raffreddato, i precursori di xenon a vita più lunga (quelli che in seguito avrebbero dato origine agli isotopi 132Xe, 131Xe e 129Xe) sono stati preferenzialmente incorporati nella struttura a gabbia dei minerali di fosfato di alluminio, in grado di trattenere il gas xenon creato al loro interno, anche a temperature elevate. Poi, con il ritorno di altra acqua nella zona di reazione, le reazioni di fissione sono ripartite. 

## Analisi degli isotopi dello xenon
Le analisi di Mishik sullo xenon dei grani di minerale di Oklo, effettuate dopo l'estrazione dello xenon mediante microsonda laser e spettrometria di massa di gas rari, dimostrano che una grande quantità di xenon proveniente dalla fissione dell'uranio non si trova nell'uranio in cui sono avvenute le reazioni di fissione, ma nelle strutture cristalline del fosfato di alluminio. Lo xenon non è un prodotto che si forma direttamente dalla fissione; ad esempio, la fissione dell'uranio porta agli isotopi 97Mo e 137Sn: 
Gli isotopi 97Mo e 1137Sn, derivati direttamente dalla fissione dell'uranio, sono instabili: un neutrone in eccesso si trasforma in un protone e un elettrone, espulsi dal nucleo sotto forma di radiazione β-. Quindi, prima di raggiungere uno stato stabile, la catena di decadimento dall'antimonio (Sb) all'isotopo stabile del bario (Ba) passa attraverso le seguenti fasi per emissione β- :137Sn,137Sb,137Te,137Sn,137I, 137Xe,137Cs,137Ba stabili. 
La formazione dei vari isotopi dello xenon dipende dal tempo di vita dei loro precursori. Il 136Xe si forma entro un minuto dalla reazione di fissione, il 134Xe dopo circa un'ora, il 132Xe e il 131Xe entro pochi giorni e il 129Xe da solo dopo milioni di anni. Le emivite radioattive di tellurio, iodio e xenon sono riportate nella tabella seguente: 
| Isotopi  | 129         | 130          | 131      | 132     | 134      | 136     |
| Tellurio | 69,6 min    | 790 x 1018 a | 25,0 min | 3,20 d  | 41,8 min | 17,6 s  |
| Iodio    | 16,14 106 a | 12,36 h      | 8,0 d    | 2,29 h  | 52,5 min | 83,4 s  |
| Xenon    | stabile     | stabile      | stabile  | stabile | stabile  | stabile |

La prima sorpresa dell'analisi è stata la localizzazione dello xenon: contrariamente alle aspettative, non è stato trovato in quantità significative in grani minerali ricchi di uranio, ma in minerali di fosfato di alluminio, che non contengono uranio. In secondo luogo, il gas estratto aveva una composizione isotopica molto diversa da quella normalmente prodotta nei reattori nucleari. Apparentemente aveva perso una grande percentuale di 136Xe e 134Xe. 
Rispetto agli spettri di fissione noti, lo xenon analizzato è arricchito in 131Xe, 132Xe e, in misura minore, 129Xe e 134Xe. Queste anomalie sono dovute al frazionamento chimico dello xenon dai precursori (iodio e tellurio) nelle catene di decadimento isobariche. Alle temperature prevalenti durante i periodi attivi del reattore di Oklo (300 - 450o C), lo iodio e lo xenon gassosi possono diffondere facilmente dagli ossidi di uranio, a differenza del tellurio. Quando la reazione di fissione viene interrotta, la temperatura si abbassa e lo xenon formato dal tellurio inizia a incorporarsi nel fosfato di alluminio. Da quel momento in poi, l'accumulo di ciascun isotopo dello xenon deve essere proporzionale al tempo di dimezzamento del corrispondente isotopo del tellurio.
Meshik ha calcolato la composizione isotopica del tellurio in funzione di due variabili: il tempo di funzionamento del reattore e il suo tempo di raffreddamento quando inizia la ritenzione dello xenon. Ha trovato una buona e unica corrispondenza tra il modello e i tre rapporti Xe osservati nel fosfato di alluminio con i parametri tempo di funzionamento del reattore (30 min) e tempo di raffreddamento del reattore (150 min).   
Poiché è stato studiato un solo reattore, è probabile che i vari reattori di Oklo abbiano operato in modo discontinuo, ma non necessariamente con la stessa cronologia. 
Mishik è grato a Don Bogard e Paul K. Kuroda, con i quali è stata concepita l'idea del ciclo termico del reattore di Oklo.

## Influenza sullo studio delle costanti universali
Il meccanismo di funzionamento del reattore e la distribuzione dei suoi prodotti permette di stabilire con un buon grado di precisione il valore della costante di struttura fine {\displaystyle \alpha }. Nel 1976 sono stati usati i dati del reattore per stabilire la sezione d'urto del neutrone ai tempi di funzionamento del reattore e si è stabilito che {\displaystyle \alpha } non è variata nel tempo.
Quando era ancora studente il fisico russo Alexander Shlyakhter studiò una particolare reazione di assorbimento, quella di un atomo di samario-149 con la produzione dell'isotopo samario-150 e di un fotone. Questo fenomeno avviene soltanto in presenza di una risonanza e permette quindi di stabilire con molta precisione, data l'eccezionalità dell'evento, che la quantità di samario-150 recuperata corrisponde a quella che sarebbe prodotta da una reazione simile nel presente.
Altri ricercatori capeggiati da Yasanori Fujii hanno analizzato più a fondo questi dati e hanno stabilito che la quantità di samario-150 prodotta è compatibile con due livelli di variazione di {\displaystyle \alpha }. In un caso
{\displaystyle {\frac {\Delta \alpha }{\alpha }}={\frac {\left(-0{,}2\pm 0{,}8\right)\times (10^{-17})}{anno}}}
e nel secondo
{\displaystyle {\frac {\Delta \alpha }{\alpha }}={\frac {\left(4{,}9\pm 0{,}4\right)\times (10^{-17})}{anno}}}
Il primo caso ammette una variazione nulla di {\displaystyle \alpha }, il secondo no. Anche se molti indizi puntano sulla prima ipotesi, soprattutto analizzando alcuni parametri relativa alla cattura neutronica da parte del gadolinio, i fatti non permettono ancora di scartare in maniera ragionevolmente sicura la seconda.

## Importanza negli studi sullo stoccaggio geologico
I residui della fissione ammontano a circa 5,4 tonnellate oltre a circa 1,5 tonnellate di plutonio e altri elementi transuranici. Nonostante l'ampia presenza di acqua nel sito del reattore, questi prodotti sono rimasti sostanzialmente immobili, nonostante non fossero in forma inerte e isolati. Questa scoperta conferma la validità delle proposte di stoccaggio geologico fatte recentemente (come il sito di Yucca Mountain).